# Madonna col Bambino tra san Girolamo e santa Caterina
La Madonna col Bambino tra san Girolamo e santa Caterina  (en français : Vierge à l'Enfant entre les saints Jérôme de Stridon et Catherine de Sienne) est une peinture a tempera sur panneau de bois de 55,7 × 38,4 cm, qui peut être datée vers 1476, réalisée par Neroccio di Bartolomeo de' Landi, et conservée au Philadelphia Museum of Art.

## Description
Dans cette composition, la Vierge mince et élancée tient devant elle l'Enfant Jésus, qui lève les yeux vers sa Mère en bénissant tout en tenant dans sa main gauche un chardonneret élégant. Le chardonneret annonce généralement, de façon symbolique dans l'iconographie chrétienne, le sacrifice à venir du Christ lors de la Passion et le chardon épineux dont il se nourrit, et qui se lit de façon transparente dans son nom — du moins en latin, en italien (cardellino) et en français —  évoque en effet la Couronne d'épines, alors que les taches rouges de sa tête renvoient au sang versé. Marie est entourée par les deux saints portant respectivement leurs attributs : lys et Livre pour Catherine de Sienne, barbe hirsute de sa pénitence et une pierre dans sa main pour Jérôme.

## Sources
- (en) Gertrude Coor, Neroccio de' Landi 1447-1500, Princeton, New Jersey, Princeton University Press, 1961, 235 p., 30 x 23 cmReproduction de la Madonna col Bambino tra san Girolamo e santa Caterina dans le catalogue.